# Golfo de Zuiderzê

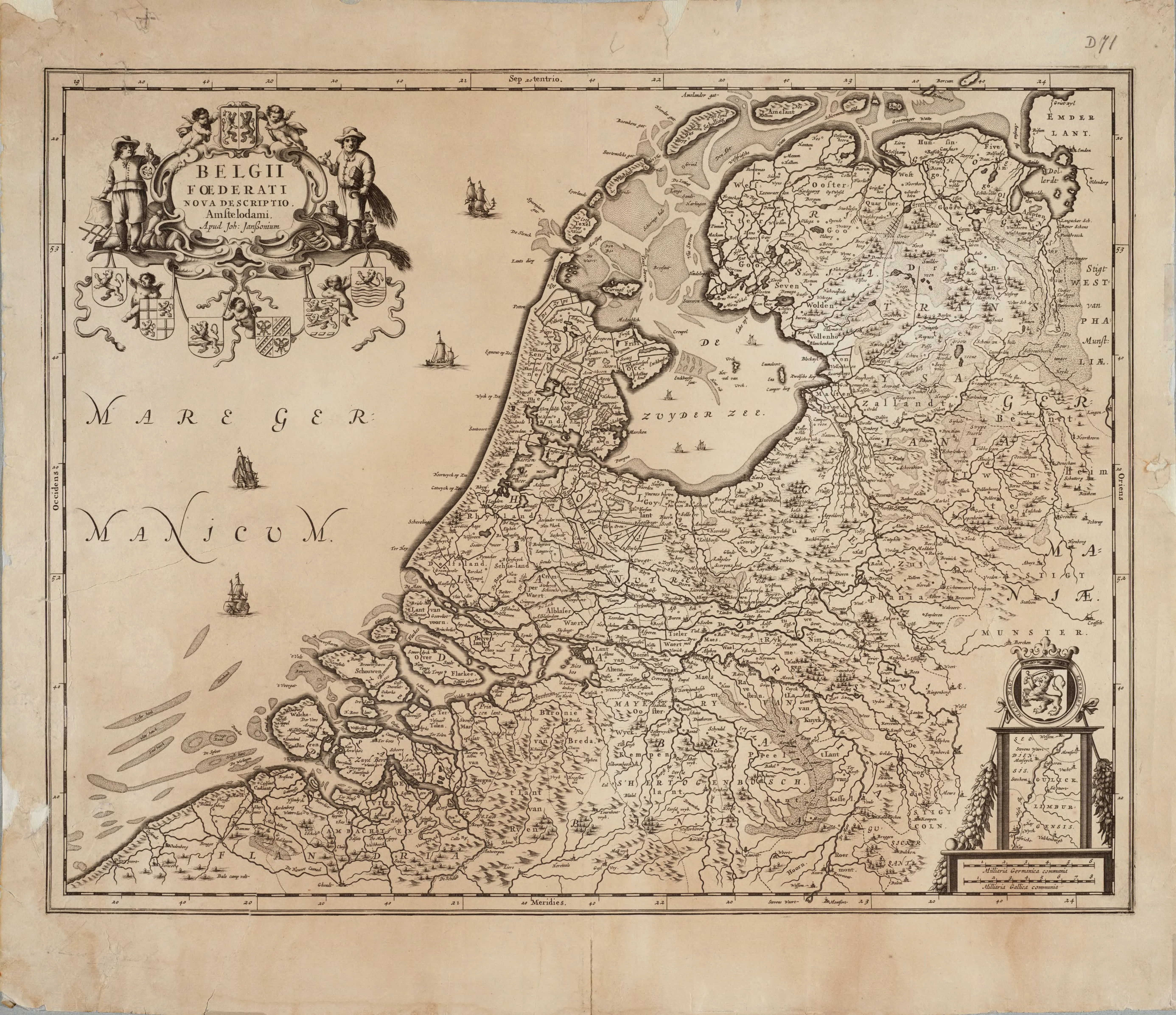
Mapa dos Países Baixos (1658) com De Zuyder Zee no canto inferior esquerdo do quadrante superior direito.

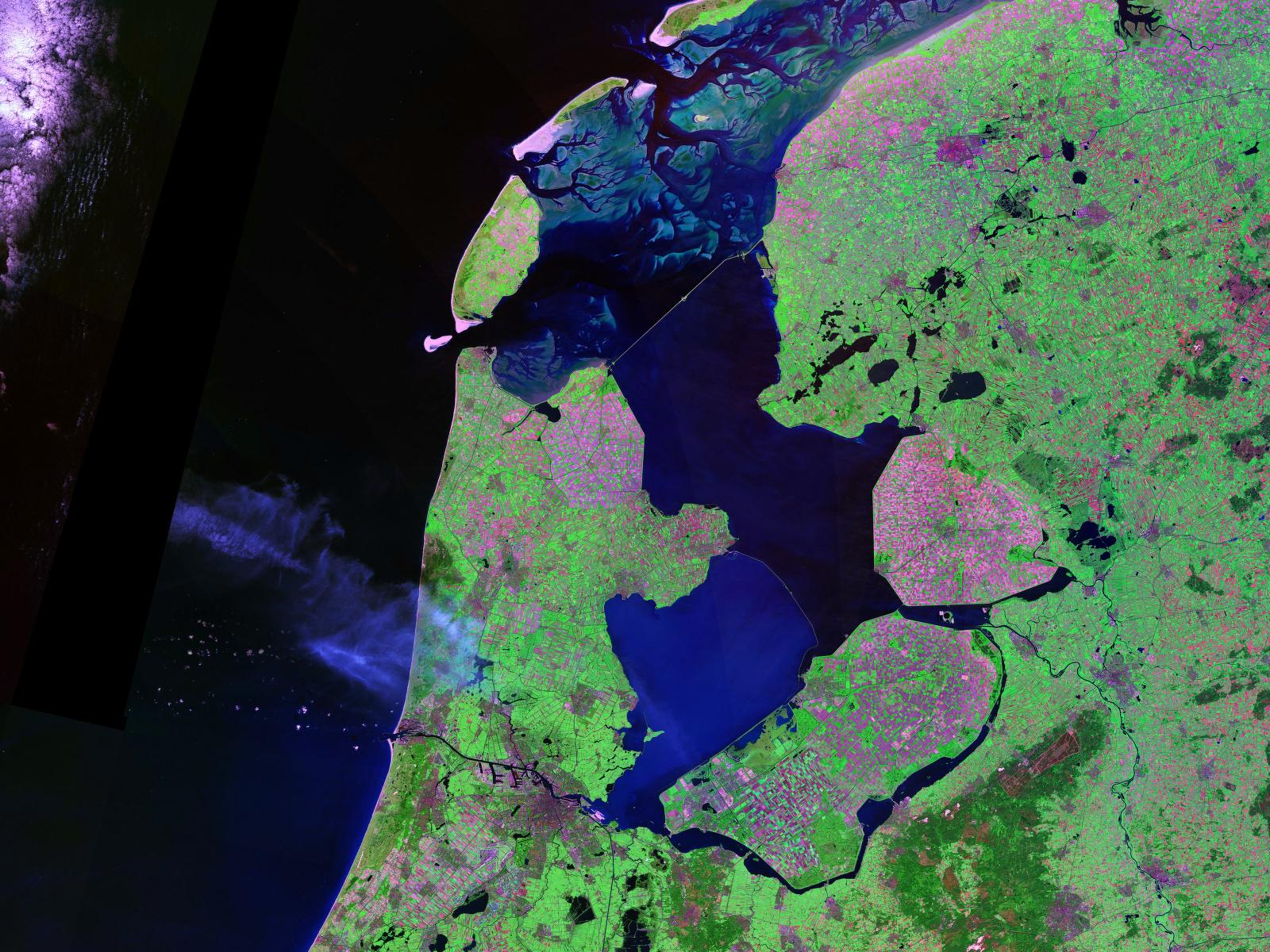
Imagem de satélite.

Zuiderzê (Zuiderzee; pronuncia-se [ˈzaɪdə(r) zeɪ] em neerlandês) é um golfo de 5 000 km² formado pelas águas do mar do Norte no centro-norte dos Países Baixos.

## História
No século I, era mistura de planície e lagos de água doce, ligados ao mar por um dos braços do rio Reno. Mais tarde, entre os anos 250 e 600, o nível do mar elevou-se e, com isso, o rio e o lago principal alargaram-se. Esse trecho separava-se do mar do Norte por bancos de areia que são agora as ilhas Frísias. Por volta do ano 400, os habitantes das ilhas construíram os primeiros diques e os terpen ou werden, colinas onde se refugiavam quando as águas se elevavam. Seguiu-se um período em que houve o fenômeno oposto - baixa no nível do mar -, mas, no século XIII, enchentes inundaram vastas áreas e criaram o Zuiderzê propriamente dito.
À volta do Zuiderzê, cresceram muitas vilas de pescadores e algumas tornaram-se cidades fortificadas onde habitavam mercadores com extensas relações de comércio, em particular com cidades como Amesterdão, Hoorn e Enkhuizen. Estas cidades comerciavam inicialmente com portos no mar Báltico, com a Inglaterra e na liga Hanseática, mas mais tarde também com o resto do mundo, quando os Países Baixos estabeleceram o seu império colonial. Com o declínio deste, muitas das localidades voltaram a tornar-se dependentes da pesca e indústrias relacionadas, até que, no século XX, o turismo se tornou fonte maior de rendimento. Com o objetivo de recuperar as terras do Zuiderzê iniciou-se, em 1916, a sua dessecação. Foi erguido um dique com trinta quilômetros, o Afsluitdijk, que dividiu o Zuiderzê no Waddenzee e no IJsselmeer como resposta às gigantescas cheias de Janeiro de 1916. Na década de 1980, metade deste já era aproveitado para agricultura, graças a um sistema de estações de bombeamento, diques e comportas.
As áreas agora emersas são designadas pôlderes. As águas do Zuiderzê se tornaram doces e já se completaram quatro dos cinco pôlderes planejados, que totalizarão 2 000 km².

## Geografia
No Zuiderzê, há quatro pequenas ilhas, restos do que foram ilhas maiores ou penínsulas ligadas ao continente europeu: Wieringen, Urk, Schokland e Marken. Todas essas ilhas estão agora ligadas por terra com o resto dos Países Baixos.